# Abdelrahman Boudah
Abdelrahman Boudah, tidigare Saidi, född 13 augusti 1999 i Backa församling i Göteborg, är en svensk fotbollsspelare som spelar för Hammarby IF.
2023 valde han att istället för Saidi bära sin mors efternamn Boudah på ryggen.

## Klubbkarriär
Boudah debuterade för Norrby IF i Superettan den 21 maj 2017 i en 2–1-vinst över IFK Värnamo. Han spelade totalt 17 ligamatcher och gjorde två mål säsongen 2017. Målen gjorde Boudah den 27 maj 2017 i en 3–0-vinst över IK Frej och den 5 augusti 2017 i en 3–2-vinst över Helsingborgs IF. Under säsongen spelade han även en match i Svenska cupen mot Lunds BK (2–0-vinst).
I februari 2021 värvades Boudah av Degerfors IF, där han skrev på ett treårskontrakt. Sitt första allsvenska mål gjorde han borta mot IFK Norrköping den 13 maj 2021.
Den 11 juli 2022 värvades Boudah av Hammarby IF. Den 3 juli 2024 lånades han ut till Västerås SK på ett låneavtal över resten av säsongen.

## Landslagskarriär
Boudah landslagsdebuterade för Sveriges U19-landslag den 14 oktober 2019 i en 3–2-vinst över Norge.

## Karriärstatistik
| Klubb              | Säsong             | Liga               | Liga    | Liga | Svenska cupen | Svenska cupen | Totalt  | Totalt |
| Klubb              | Säsong             | Division           | Matcher | Mål  | Matcher       | Mål           | Matcher | Mål    |
| ------------------ | ------------------ | ------------------ | ------- | ---- | ------------- | ------------- | ------- | ------ |
| Norrby IF          | 2017               | Superettan         | 17      | 2    | 1             | 0             | 18      | 2      |
| Norrby IF          | 2018               | Superettan         | 25      | 3    | 4             | 0             | 29      | 3      |
| Norrby IF          | 2019               | Superettan         | 27      | 4    | 4             | 0             | 31      | 4      |
| Norrby IF          | 2020               | Superettan         | 26      | 7    | 1             | 0             | 27      | 7      |
| Norrby IF          | Totalt             | Totalt             | 95      | 16   | 10            | 0             | 105     | 16     |
| Degerfors IF       | 2021               | Allsvenskan        | 29      | 4    | 4             | 1             | 33      | 5      |
| Degerfors IF       | 2022               | Allsvenskan        | 11      | 5    | 2             | 1             | 13      | 6      |
| Degerfors IF       | Totalt             | Totalt             | 40      | 9    | 6             | 2             | 46      | 11     |
| Hammarby IF        | 2022               | Allsvenskan        | 17      | 3    | 1             | 0             | 18      | 3      |
| Hammarby IF        | 2023               | Allsvenskan        | 13      | 0    | 4             | 1             | 17      | 1      |
| Hammarby IF        | 2024               | Allsvenskan        | 10      | 1    | 3             | 0             | 13      | 1      |
| Hammarby IF        | Totalt             | Totalt             | 40      | 4    | 8             | 1             | 48      | 5      |
| Västerås SK (lån)  | 2024               | Allsvenskan        | 18      | 7    | 0             | 0             | 18      | 7      |
| Totalt i karriären | Totalt i karriären | Totalt i karriären | 193     | 36   | 24            | 3             | 217     | 39     |